# Aeroporto Internazionale di Kunming-Changshui
L'Aeroporto Internazionale di Kunming-Changshui è l'aeroporto principale a servire la città di Kunming, la capitale della provincia di Yunnan, Cina. L'aeroporto si trova a 24.5 chilometri a Nord-Est dal centro della città in una zona montuosa a circa 2.100 m sul livello del mare. L'aeroporto aprì alle ore 08:00 (UTC+8) in data 28 giugno 2012, rimpiazzando il vecchio Aeroporto Internazionale di Kunming-Wujiaba, che verrà demolito. Come un punto focale per le rotte verso il Sud-Est e il Sud dell'Asia, l'aeroporto Changshui è hub di China Eastern Airlines, China Southern Airlines, Kunming Airlines, Lucky Air, Sichuan Airlines, Ruili Airlines e Hongtu Airlines(Air Travel).
L'aeroporto ha due piste (contro la pista singola dell'aeroporto che ha sostituito) ed ha visto un traffico passeggeri di 48.075.978 nell'anno 2019, rendendo l'aeroporto uno dei più trafficati al mondo. Per l'anno 2020 è previsto un ampliamento per gestire 50 milioni di passeggeri.
Il terminal principale è stato disegnato dallo studio di ingegneria SOM insieme a una collaborazione con Arup.

## Terminal
Il terminal principale ha una superficie di 548.300 m² rendendo l'aeroporto il secondo più grande in Cina. Il terminal è dotato di 66 gate con manicotto d’imbarco su 88 gate disponibili.

## La costruzione
La costruzione dell'aeroporto iniziò nel 2009 e al tempo doveva essere chiamato Aeroporto Internazionale Zheng He. Il tempo di costruzione molto corto comportò due incidenti. Il primo incidente si verificò in data 3 gennaio 2010 quando 7 operai morirono a causa del crollo di un cavalcavia ancora incompleto. L'altro incidente si verificò in data 28 giugno 2011 quando 11 operai rimasero feriti quando un tunnel ancora in costruzione crollò. La costruzione del terminal principale dell'aeroporto si concluse nel luglio del 2011.

## Mobilità
L'aeroporto si trova alla fine della Linea 6 della Kunming Metro, che aprì lo stesso giorno dell'aeroporto. È inoltre collegata a Kunming da un'autostrada lunga 13 chilometri ed inoltre anche dalla Strada Provinciale S101. Sono disponibili anche diversi servizi autobus disponibili dal centro della città.

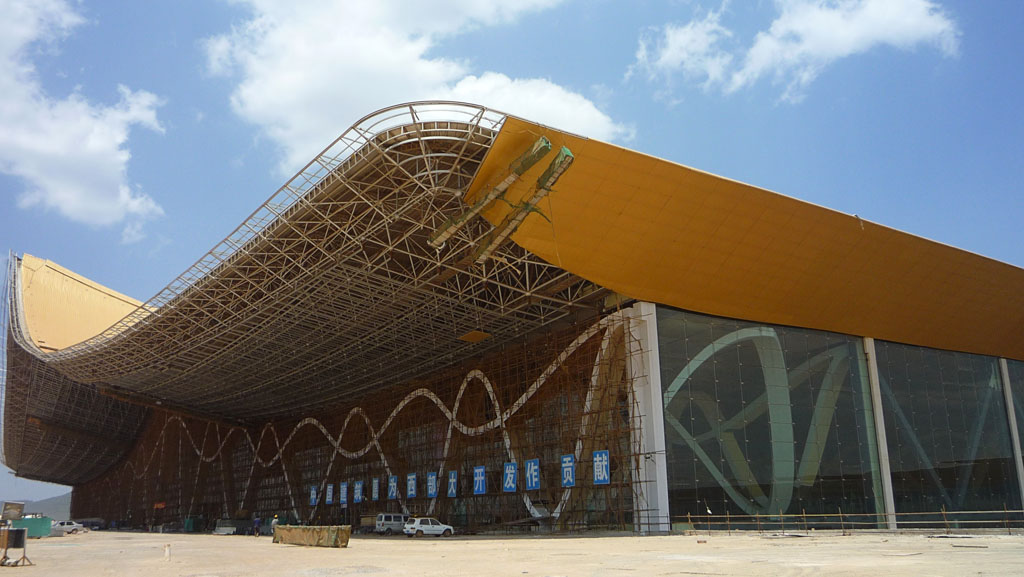
Il nuovo terminal in fase di costruzione ad aprile 2011.